# Chelicerca maya
Chelicerca maya is een insectensoort uit de familie Anisembiidae, die tot de orde webspinners (Embioptera) behoort. De soort komt voor in Nicaragua.
Chelicerca maya is voor het eerst wetenschappelijk beschreven door Ross in 2003.